# Rose Nathike Lokonyen
Rose Nathike Lokonyen (24 de febrer de 1995, Sudan del Sud) és una atleta de Sudan del Sud, però que viu com a refugiada a Kenya. Participa en la prova dels 800 metres femenins als Jocs Olímpics de Rio de Janeiro 2016. Va participar formant part de l'Equip Olímpic d'Atletes Refugiats, i va portar la bandera d'esta delegació durant la cerimònia d'obertura.